# Cryptosaccus asturiensis
Cryptosaccus asturiensis é uma espécie de gastrópode  da família Hygromiidae.
É endémica de Espanha.